# Tänk för dig som vandrar utan Gud
Tänk för dig som vandrar utan Gud är en EP med Curt & Roland där musiken är inspelad i Roger Arnoffs Lydstudio i Oslo men sång och mixning är gjord på Cavatina Studio i Kumla. Utgiven 1968.

## Låtlista
Sida A
1. Tänk för dig som vandrar utan Gud.
2. Vi är på resa.

Sida B
1. Ovan stjärnor klara.
2. Mitt hem bortom bergen.